# Pseudorhombus cinnamoneus
Pseudorhombus cinnamoneus är en fiskart som först beskrevs av Temminck och Schlegel, 1846.  Pseudorhombus cinnamoneus ingår i släktet Pseudorhombus och familjen Paralichthyidae. Inga underarter finns listade i Catalogue of Life.